# Crkva Uznesenja BDM u Breškama
Crkva Uznesenja BDM je rimokatolička crkva u Breškama izgrađena 1854. godine.

## Povijest

### Prije današnje crkve
Do 1600-ih u ovom je kraju bila župa Dragunja, koja je nestala u Bečkom ratu, zbog velikog iseljavanja Hrvata katolika iz Bosne. Breške su postale samostalna kapelanija 1823. ili 1824. i od tad vode župne matice. Sjedište župe nije bilo u Breškama, nego prvo u Lipnici. U Breške je sjedište preneseno 1838. godine, a sljedeće godine Breške formalno su proglašene župom. Stvorili su se preduvjeti za obnovu crkvene infrastrukture. Prvo je 1854. podignuta drvena crkvica posvećena Uznesenju Marijinu.

### Današnja zgrada
Godine 1890. počinje povijest današnje zgrade. Umjesto stare skromne crkvice podignuta je 1890. nova, sadašnja, crkva. Njezin glavni oltar ukrašavao je, sve do novijeg vremena, Gospin kip, nastao vjerojatno u nekoj tirolskoj radionici. Prvotni plan predviđao je crkvu s dva tornja i prostorno znatno veću, ali zbog skupe izvedbe od toga se odustalo.
Sedamdesetih i osamdesetih godina 20. st. crkva je obnavljana. God. 1986. započelo je umjetničko uređenje crkve pod vodstvom kipara Zdenka Grgića. Iste godine po njegovu nacrtu izvedena su tri umjetnička prozora (vitraila) u prezbiteriju (Rođenje, Raspeće, Uskrsnuće), dok je ostalih sedam na biblijske teme izvedeno 1988. god. On je također izradio tri reljefa u bakru sa šest tema iz Isusova života i oltarnu menzu (1986. god.), te postaje križnoga puta u kombinaciji s dodatnih šest tema iz Isusova života (reljefi u drvetu, 1987. god.). Najzad god. 1990. Grgić je u prezbiteriju izveo mozaik (300 x 615 cm) posvećen Gospi. God. 1996. postavljena su još dva reljefa u bakru Navještenje i Emaus a 2003. godine izrađen je i postavljen ispred crkve brončani Kristov kip, također djelo Zdenka Grgića. S unutarnjih zidova crkve, zidanih grubo tesanim kamenom, skinuta je žbuka. Zahvaljujući svemu tomu taj je sakralni prostor dosegao visoku estetsku razinu.

### Župni stan
Župna kuća podignuta je sedamdesetih godina 19. st. na izvjesnoj udaljenosti od crkve. Ona je obnovljena 1918. God. 1959. izgrađena je nova župna kuća pored crkve. Sadašnja pak župna kuća podignuta je koncem šezdesetih godina (blagoslovljena je 25. studenoga 1970.), a stari župni stan je preuređen kao stambeni prostor za sestre i za držanje vjeronaučnih predavanja.

## Zaštita
Objekt je kulturno-povijesne baštine u ruralnom području Grada Tuzle. Pod zaštitom je države. Zaštićena je baština.

## Vanjske poveznice
- Google Plus